# 葵阳镇
葵阳镇，是中华人民共和国广西壮族自治区玉林市兴业县下辖的一个乡镇级行政单位。

## 行政区划
葵阳镇下辖以下地区：
葵中村、旧县村、旧城村、葵安村、葵联村、葵西村、新荣村、合星村、四新村、龙口村、立石村、跳崆村、西村、铁南村、泉江村、六闲村和安东村。